# Racing Club de Basse-Terre
Der Association Sportive Racing Club de Basse-Terre ist ein guadeloupischer Fußballklub mit Sitz in Basse-Terre.

## Geschichte
Der Klub wurde im Jahr 1925 gegründet mangels Konkurrenz gab es aber wohl noch nicht viele Gegner, gegen die man eine Meisterschaft ausspielen könnte, denn diese kam erst in den 1940er Jahren zum Laufen. Hier konnte der Klub erstmals in der Saison 1943 siegreich hervorstechen. Bereits zuvor gewann man erstmals in der Saison 1941/42 den nationalen Pokal. In den nächsten Jahren konnte der Klub zwar keine Dominanz aufbauen, gewann aber hin und wieder einen Titel.
Es ist aber zu erwähnen, dass nach den 1960er Jahren es größtenteils bis in die 1990er Jahre dauerte bis man wieder einen nationalen Titel gewann. Im Jahr 1979 gewann man noch die Ligue des Antilles. Nebst ein paar weiteren Meisterschaften in den 1990er und den 2000er Jahren gelang auch noch der Gewinn des Coupe D.O.M. im Jahr 2004.
In den späten 2000er Jahren wurde die Tabellenplatzierung aber immer schlechter und nach der Saison 2008/09 stand dann auch der Abstieg über den 12. Platz der Tabelle an. Trotzdem gelang 2009 noch der Gewinn des nationalen Pokals. Nach einigen Jahren in der zweitklassigen Promotion d'Honneur Régionale gelang es hier mit 82 Punkten nach der Saison 2010/11 sich an die Spitze der Tabelle zu setzen und wieder aufzusteigen. Jedoch stieg die Mannschaft mit 50 Punkten direkt nach einer Saison wieder ab. Aber auch danach gelang es mit 72 Punkten zumindest als Zweiter direkt wieder nach der Spielzeit 2012/13 aufzusteigen.
Nun gelang es zumindest über zwei Spielzeiten die Liga zu halten, auf eine ordentliche Platzierung im Mittelfeld folgte nach der Runde 2014/15 jedoch mit 43 Punkten der letzte Platz und somit doch wieder ein Abstieg. Wieder einmal gelang in der Saison 2017/18 die Teilnahme an der höchsten Spielklasse, aber auch hier reichte es nicht für den Klassenerhalt und mit 56 Punkten stieg man als Zwölfter ein weiteres Mal direkt wieder ab. Mittlerweile hatte man den Status einer Fahrstuhlmannschaft für sich etabliert und vertrat diesen Ruf auch wieder in der Spielzeit 2019/20, als man wieder einmal direkt wieder aufstieg und als Vorletzter auch direkt wieder abstieg. Bedingt durch die Covid-19-Pandemie durfte der Klub aber Teil der höchsten Liga bleiben, weil die Liga nun in der Saison 2020/21 in einem Spielmodus mit zwei Gruppen ausgespielt wurde und so mehr Mannschaften teilnehmen konnten. Hier war der Klub in der Gruppe B und schaffte mit 21 Punkten in den Abstiegsplayoffs nachher auch noch den Klassenerhalt. Dieses System wurde auch für die Folgesaison noch beibehalten, diesmal stieg der Klub aber direkt mit lediglich 20 Punkten wieder ab.

## Erfolge
- Guadeloupe Championnat National: 5

1943, 1949/50, 1967/68, 1998/99, 2003/04
- Coupe de Guadeloupe: 8

1941/42, 1951, 1952, 1959, 1991, 2001, 2004, 2009
- Coupe D.O.M.: 1

2004
- Ligue des Antilles: 1

1979